# Virbia affinis
Virbia affinis là một loài bướm đêm thuộc phân họ Arctiinae, họ Erebidae.